# Gobierno de Cataluña 2016-2017
Gobierno de la Generalidad de Cataluña correspondiente a la XI legislatura autonómica de Cataluña.

## Cronología
Dicho gobierno empezó a fraguarse durante el pacto entre Convergencia y Esquerra Republicana en la lista de Junts pel Sí para las elecciones del 27 de septiembre y se hizo efectivo después de la investidura de Carles Puigdemont.

### 14 de enero de 2016-4 de julio de 2017
El Gobierno fue anunciado el 13 de enero de 2016 y sus miembros tomaron posesión de su cargo el 14 de enero. El gobierno estaba dividido en tres grandes áreas

### 5 de julio de 2017-13 de julio de 2017
El 5 de julio de 2017 Santi Vila pasa a ocupar la consejería de empresa y conocimiento tras el cese de Jordi Baiget por sus dudas con el referéndum del 1 de octubre de 2017. Lluís Puig es nombrado consejero de cultura en sustitución de Santi Vila. El resto de los consejeros que tomaron posesión el 14 de enero de 2016 mantienen sus carteras.

### 14 de julio de 2017-27 de octubre de 2017

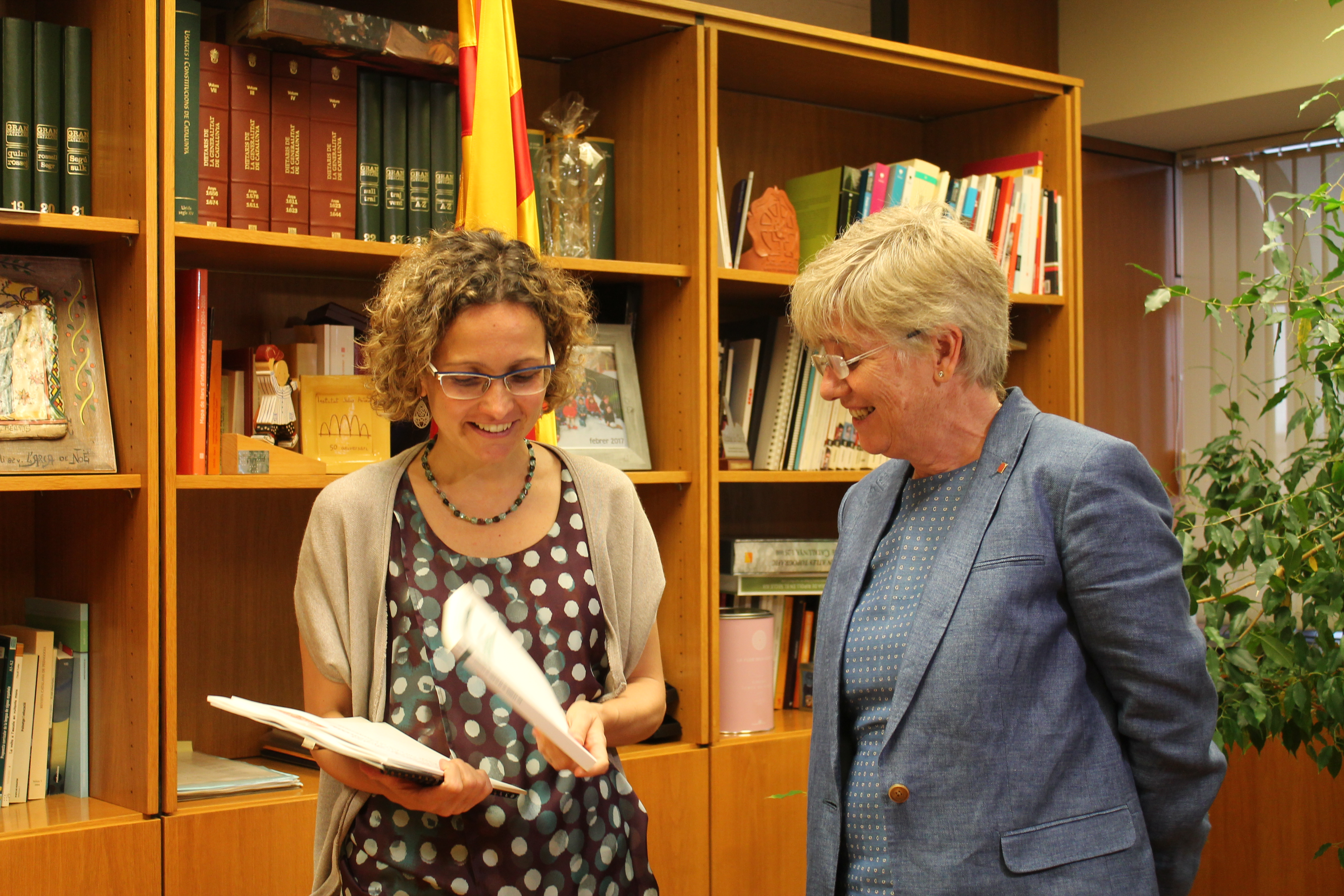
Meritxell Ruiz junto a Clara Ponsatí el día de traspaso de carteras.

El día 14 de julio de 2017 el Presidente de la Generalidad de Cataluña Carles Puigdemont anunció cambios en la composición del Gobierno de Cataluña para ganar cohesión interna de cara a la convocatoria del referéndum del 1 de octubre de 2017.
Los consejeros que abandonan sus cargos son: Neus Munté, Jordi Jané y Meritxell Ruiz.
El 26 de octubre de 2017 Santi Vila dimite como consejero de empresa y conocimiento, continuando no obstante en funciones al no nombrarse un nuevo consejero hasta la asunción por parte del Estado del cargo en el marco de la aplicación del artículo 155 de la Constitución.

## Composición
|                                                                                 |                                                                                                |                                                         |                                                             |     |
| ← Gobierno de Carles Puigdemont → (11 de enero de 2016 - 27 de octubre de 2017) |                                                                                                |                                                         |                                                             |     |
| Coalición Electoral/Partido político                                            |                                                                                                |                                                         | Junts pel Sí                                                | CDC |
| Coalición Electoral/Partido político                                            | ERC                                                                                            |                                                         | Junts pel Sí                                                |     |
| Coalición Electoral/Partido político                                            |                                                                                                | Independiente                                           |                                                             |     |
| Presidencia                                                                     |                                                                                                |                                                         |                                                             |     |
| Presidencia de la Generalidad                                                   |                                                                                                |                                                         | Carles Puigdemont 10 de enero de 2016-27 de octubre de 2017 |     |
| Presidencia de la Generalidad                                                   | Soraya Sáenz de Santamaría asumió las competencias como vicepresidenta del Gobierno de España. |                                                         |                                                             |     |
| Vicepresidencia                                                                 |                                                                                                |                                                         |                                                             |     |
| Vicepresidencia de la Generalidad                                               |                                                                                                |                                                         | Oriol Junqueras 11 de enero de 2016-27 de octubre de 2017   |     |
| Vicepresidencia de la Generalidad                                               | El cargo fue suprimido luego del 155                                                           |                                                         |                                                             |     |
| Consejerías                                                                     |                                                                                                |                                                         |                                                             |     |
| Asuntos Exteriores, Relaciones Institucionales y Transparencia                  |                                                                                                |                                                         | Raül Romeva 11 de enero de 2016-27 de octubre de 2017       |     |
| Asuntos Exteriores, Relaciones Institucionales y Transparencia                  | Sus funciones recayeron en el Ministro de Asuntos Exteriores luego del 155                     |                                                         |                                                             |     |
| Gobernación, Administraciones Públicas y Vivienda                               |                                                                                                |                                                         | Meritxell Borràs 11 de enero de 2016-27 de octubre de 2017  |     |
| Gobernación, Administraciones Públicas y Vivienda                               | Sus funciones recayeron en la Ministra de Presidencia luego del 155                            |                                                         |                                                             |     |
| Interior                                                                        |                                                                                                |                                                         | Jordi Jané 11 de enero de 2016-14 de julio de 2017          |     |
| Interior                                                                        |                                                                                                | Joaquim Forn 14 de julio de 2017-27 de octubre de 2017  |                                                             |     |
| Interior                                                                        | Sus funciones recayeron en el Ministro del Interior luego del 155                              |                                                         |                                                             |     |
| Justicia                                                                        |                                                                                                |                                                         | Carles Mundó 11 de enero de 2016-27 de octubre de 2017      |     |
| Justicia                                                                        | Sus funciones recayeron en el Ministro de Justicia luego del 155                               |                                                         |                                                             |     |
| Economía y Hacienda                                                             |                                                                                                |                                                         | Oriol Junqueras 11 de enero de 2016-27 de octubre de 2017   |     |
| Economía y Hacienda                                                             | Sus funciones recayeron en el Ministro de Hacienda luego del 155                               |                                                         |                                                             |     |
| Empresa y Conocimiento                                                          |                                                                                                |                                                         | Jordi Baiget 11 de enero de 2016-5 de julio de 2017         |     |
| Empresa y Conocimiento                                                          |                                                                                                | Santi Vila 5 de julio de 2017-26 de octubre de 2017     |                                                             |     |
| Empresa y Conocimiento                                                          | Vacante desde el 26 de octubre de 2017 (Santi Vila continua en funciones)                      |                                                         |                                                             |     |
| Empresa y Conocimiento                                                          | Sus funciones recayeron en el Ministro de Economía luego del 155                               |                                                         |                                                             |     |
| Bienestar, Trabajo y Familia                                                    |                                                                                                |                                                         | Dolors Bassa 11 de enero de 2016-27 de octubre de 2017      |     |
| Bienestar, Trabajo y Familia                                                    | Sus funciones recayeron en las Ministras de Sanidad y el de Empleo luego del 155               |                                                         |                                                             |     |
| Territorio y Sostenibilidad                                                     |                                                                                                |                                                         | Josep Rull 11 de enero de 2016-27 de octubre de 2017        |     |
| Territorio y Sostenibilidad                                                     | Sus funciones recayeron en la Ministra de Agricultura luego del 155                            |                                                         |                                                             |     |
| Agricultura, Ganadería, Pesca y Alimentación                                    |                                                                                                |                                                         | Meritxell Serret 11 de enero de 2016-27 de octubre de 2017  |     |
| Agricultura, Ganadería, Pesca y Alimentación                                    | Sus funciones recayeron en la Ministra de Agricultura luego del 155                            |                                                         |                                                             |     |
| Presidencia y Portavocía                                                        |                                                                                                |                                                         | Neus Munté 11 de enero de 2016-14 de julio de 2017          |     |
| Presidencia y Portavocía                                                        |                                                                                                | Jordi Turull 14 de julio de 2017-27 de octubre de 2017  |                                                             |     |
| Presidencia y Portavocía                                                        | Sus funciones recayeron en la Ministra de Presidencia luego del 155                            |                                                         |                                                             |     |
| Salud                                                                           |                                                                                                |                                                         | Toni Comín 11 de enero de 2016-27 de octubre de 2017        |     |
| Salud                                                                           | Sus funciones recayeron en la Ministra de Sanidad luego del 155                                |                                                         |                                                             |     |
| Cultura                                                                         |                                                                                                |                                                         | Santi Vila 11 de enero de 2016-5 de julio de 2017           |     |
| Cultura                                                                         |                                                                                                | Lluís Puig 5 de julio de 2017-27 de octubre de 2017     |                                                             |     |
| Cultura                                                                         | Sus funciones recayeron en el Ministro de Educación luego del 155                              |                                                         |                                                             |     |
| Educación                                                                       |                                                                                                |                                                         | Meritxell Ruiz 11 de enero de 2016-14 de julio de 2017      |     |
| Educación                                                                       |                                                                                                | Clara Ponsatí 14 de julio de 2017-27 de octubre de 2017 |                                                             |     |
| Educación                                                                       | Sus funciones recayeron en el Ministro de Educación luego del 155                              |                                                         |                                                             |     |